# من (رود)
 من رودی است به لوار می‌ریزد. این رود از کشور فرانسه می‌گذرد.